# Gyoshū Hayami
Pour les articles homonymes, voir Hayami.
Gyoshū Hayami (速水 御舟, Hayami Gyoshū), né le 2 août 1894 et décédé le 20 mars 1935, est le nom d'artiste d'un peintre japonais du style nihonga, actif au cours des ères Taishō et Shōwa. Son nom véritable est Eiichi Maita.

## Biographie
Gyoshu naît dans le quartier populaire du centre-ville d'Asakusa à Tokyo. Il étudie les techniques traditionnelles de la peinture en tant qu'apprenti auprès de Matsumoto Fuko dès l'âge de 15. À 17 ans, son talent est reconnu par Imamura Shikō qui l'invite à rejoindre le cercle Kojikai des jeunes artistes du futur.
À l'occasion de la renaissance de l'académie des beaux-arts du Japon (Nihon Bijutsuin), Gyoshū en devient un membre fondateur. Il travaille dans de nombreuses écoles de peinture dont la yamato-e, la eimpa et la bunjinga, tandis que son style évolue peu à peu vers un réalisme détaillé aussi influencé par son étude des peintures chinoises de la dynastie Song et de la dynastie Yuan. Ses œuvres ultérieures évoluent davantage vers le symbolisme.
En 1914, Gyoshū fonde un groupe appelé Sekiyokai pour étudier les nouveaux styles de la peinture japonaise. Il est amputé d'une jambe après avoir été heurté par un train en 1919, mais l'incident n'affecte pas sa production artistique. Il se consacre à la création et présente de nombreuses œuvres à l'exposition  Inten , ainsi qu'à des tournées en Europe en 1930. Ses dessins à l'encre de Chine de fleurs et d'oiseaux  et ses portraits sont particulièrement bien reçus par les critiques.
Son œuvre la plus connue, Danse des Flammes (炎舞, Enbu) date de 1925. C'est la première peinture de l'Ère Shōwa à se voir accorder le statut de bien culturel important (BCI) par l'Agence pour les affaires culturelles.
Gyoshū meurt soudainement de la fièvre typhoïde en 1935 à l'âge de 40 ans.
Plus d'une centaine de ses créations sont conservées au musée d'art Yamatane à Tokyo. Une des peintures de Gyoshū, Danse des Flammes, a été choisie comme sujet d'un timbre commémoratif dans le cadre de la série consacrée à l'art moderne par le gouvernement japonais en 1979. En 1994, Gyoshū lui-même est l'objet d'un timbre commémoratif dans le cadre de la série des maîtres de l'art de la Poste japonaise.

## Œuvres célèbres
- Danse des Flammes (炎舞, Enbu?) (Yamatane Museum collection, objet de statut culturel national important)
- Maiko de Kyoto (京の舞妓, Kyō no maiko?) (musée national de Tokyo)

## Source de la traduction
- (en) Cet article est partiellement ou en totalité issu de l’article de Wikipédia en anglais intitulé « Gyoshū Hayami » (voir la liste des auteurs).